# أسطورة العلامات الدامية
أسطورة العلامات الدامية، هي الرواية رقم 65 من سلسلة ما وراء الطبيعة التي تصدرها المؤسسة العربية الحديثة ضمن روايات مصرية للجيب للكاتب أحمد خالد توفيق
تعد الرواية نقطة تحول في مسار السلسلة التي تعد أول سلسلة روايات عربية في أدب الرعب، حيث اختلفت في الحبكة وزاد حجم الرواية عن سابقاتها قبل أن تحذو حذوها الروايات التي بعدها.
- عدد صفحات الرواية :271 صفحة.

## مضمون الرواية
تبدأ أحداث الرواية بسرد وقائع جرائم قتل فظيعة يقع ضحيتها أربعة من المواطنين في أماكن مختلفة من مصر، وجه التشابه بين الجرائم الأربعة هي عنف عملية القتل والعلامات الدموية التي تكتب من دماء الضحايا بجوارها.. ويدخل رفعت إسماعيل – بطل الرواية – في خضم الأحداث عن طريق صديق طفولته العميد عادل المسؤول في المباحث الجنائية والذي يستشيره في الجرائم ومجموعة غريبة من الأوراق التي وجدت لدى كل واحد من الضحايا الأربعة والتي كتب عليها بلغات أجنبية مختلفة وغريبة، ويبدأ رفعت البحث حول الموضوع لتتكشف له العلاقة الخفية بين الضحايا الأربعة وتقابله مفاجأة كبرى، أن هذه الأوراق العجيبة ما هي إلا ترجمات للكتاب السحري المرعب كتاب العزيف، ويتضح له من خلال الأحداث أن الذي يحتفظ بالكتاب ناقصًا يموت ميتة شنيعة وتقتله الكيانات القديمة التي كان مؤلف الكتاب عبد الله الحظرد يستدعيها.. لتصبح الرواية تخوض أحداثًا من الرعب والغموض الذي يحبس الأنفاس.

## أبطال الرواية
- رفعت إسماعيل : طبيب أمراض الدم والأستاذ الجامعي الكهل المقيم بالقاهرة، نحيل، أصلع، ذو عوينات، يعاني من كتيبة من الأمراض منها على سبيل المثال لا الحصر : القرحة المعدية، ضيق الشرايين، الربو الشعبي، التهاب الرئة، آلام المفاصل، قلق، متشائم، نحس يقع في المصائب.
- سام كولبي : نصاب وساحر يهودي، يعد نفسه صديقًا لرفعت، خصوصًا أنه يعتقد أن رفعت هو سبب شهرته، لذلك يساعده أحيانًا بالتدخل في شؤونه، لكن مساعداته عادة تخلف الكوارث، يساعد رفعت هنا في التخلص من الخطر المحدق به. مصاب بالتهاب البروستاتا ؛ مما يجعله دائمًا متغيبًا عن أهم الأحداث لأنه «ذاهب إلى الحمام».
- العميد عادل : صديق طفولة رفعت، مقيم في الإسكندرية، رغم أن رفعت لا يحب الأجواء العسكرية ويكره كل العسكريين إلا أنه يحبه ولا يخف عن نجدته عند طلبه أي مساعدة.

## حول الرواية
فتح الكاتب لموضوع كتاب العزيف، أثار دائرة من الجدل حول الرواية والتي تتعامل مع شواهد كثيرة على وجود الكتاب المختلف في صحة وجوده والذي يصر لافكرافت على أنه محض خيال، لكن كاتب الرواية لم يجزم بعدم وجود الكتاب لكنه أجزم باختلاق لافكرافت لشخصية عبد الله الحظرد، وتعتبر الرواية من أدب الرعب الذي يدور حول الأساطير القديمة والكتب والتمائم والتعويذات وقد قولبها الكاتب في مجتمعه الوطني المصري بدون تشابه مع المعالجات والحبكات الأجنبية لمثيلاتها من قصص الرعب.